# Kahraman (Name)
Kahraman ist ein türkischer männlicher Vorname und Familienname persischer Herkunft (persisch قهرمان) mit der Bedeutung „Held“.

## Namensträger

### Vorname
- Kahraman Demirtaş (* 1994), belgisch-türkischer Fußballspieler

### Familienname
- Buçe Buse Kahraman (* 1996), türkische Schauspielerin
- Cihan Kahraman (* 1998), deutsch-türkischer Fußballspieler
- Enis Kahraman (* 1987), türkischer Fußballspieler
- Erol Kahraman (* 1983), kanadisch-türkischer Eishockeyspieler
- İlyas Kahraman (* 1976), türkischer Fußballspieler und -trainer
- İsmail Kahraman (* 1940), türkischer Politiker (AKP)
- Selin Kahraman (* 1995), türkische Schauspielerin
- Volkan Kahraman (1979–2023), österreichischer Fußballspieler türkischer Herkunft